# 中山路街道 (石家庄市)
中山街道是中国河北省石家庄市桥西区下辖的一个街道。

## 行政区划
中山街道下辖宁远街社区、永安街社区、南小街社区、民族路社区。